# ویکتوریا (کشتی)
ویکتوریا (کشتی) (به انگلیسی: Victoria (ship)) یک کشتی بود که طول آن ۱۸ تا ۲۱ متر (۵۹ تا ۶۹ فوت) بود.